# Stefan Chwin

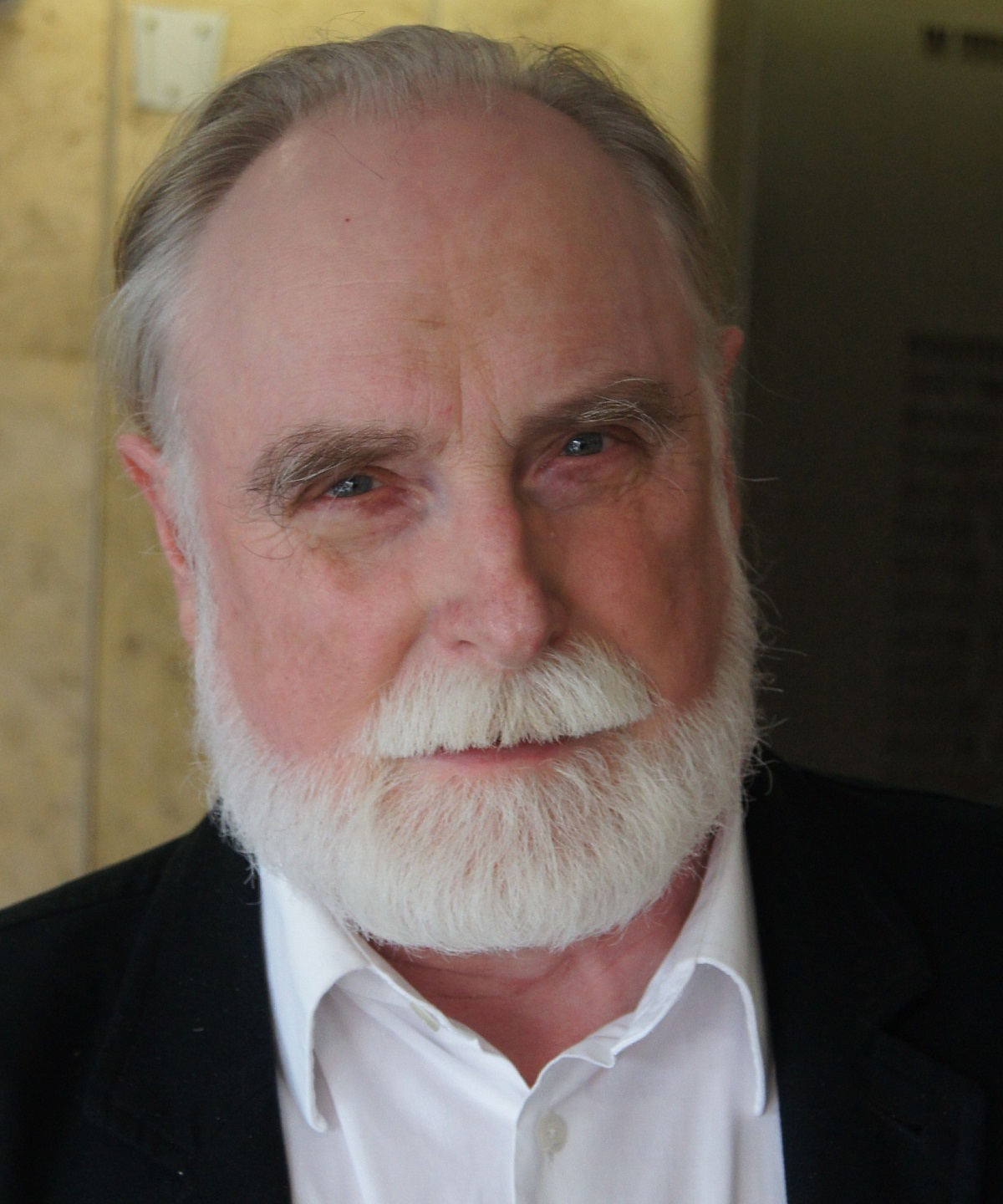
Chwin in 2018

Stefan Chwin, pseudoniem Max Lars (Gdańsk, 11 april 1949) is een Poolse romanschrijver, literair criticus, essayist, literair historicus en graficus.

## Loopbaan

### Wetenschappelijke en didactische carrière
In 1968 deed hij examen aan een technische school voor plastictoepassingen in Gdynia-Orłowo en in 1972 studeerde hij af in Poolse filologie aan de Universiteit van Gdańsk. In 1982 behaalde hij een doctoraat voor zijn proefschrift De Romantische Structuur in hedendaagse Poolse Literatuur. Dit is gebaseerd op het werk van Wacław Berent, Bruno Schulz, Stanisław Ignacy Witkiewicz, Tadeusz Konwicki, Tadeusz Nowak. Hiervoor ontving hij de onderscheiding van de Wetenschappelijke Vereniging van Gdansk. In 1994 ontving hij zijn habilitatie. In 1998 werd hij benoemd tot universitair hoofddocent aan de Faculteit der Filologie van de Universiteit van Gdańsk. In 2013 ontving hij de academische titel van hoogleraar geesteswetenschappen en de functie van gewoon hoogleraar.
Als wetenschapper houdt hij zich bezig met romantiek en romantische inspiraties in de moderne literatuur (bijvoorbeeld in Witold Gombrowicz). Hij doceert aan de Universiteit van Gdańsk aan de Faculteit Poolse Filologie - Afdeling Literatuurgeschiedenis. Hij gaf ook prozaworkshops aan de Jagiellonische Universiteit in Krakau.

### Literaire activiteit
Tijdens zijn studententijd werkte hij voor Bakałarz (het tijdschrift van de Universiteit van Gdańsk), publiceerde gedichten en creëerde de lay-out ervan. In de jaren 80 maakte hij deel uit van het redactieteam van de uitgeversreeks Transgressie. Op dat moment deed hij zijn eerste schrijfpogingen en publiceerde hij literaire schetsen Bez autorytetu (Zonder gezag) met Stanisław Rośek (1981) en samen met Maria Janion Dzieci (in de serie Transgressions - 1988). Een jaar later werd zijn eerste onafhankelijke literaire analyse gepubliceerd, getiteld Romantische Voorstellingsruimte (1989), en in 1993 publiceerde hij Konrad Wallenrods Mickiewicz in zijn eigen historische en literaire studie (Literatuur en verraad: van Konrad Wallenrod tot Kleine Apocalypse).
Hij debuteerde in fictie (onder het pseudoniem Max Lars) met twee fantasy-avonturenromans voor jongeren: Mens- Schorpioenen en Man-Brief. Het was ook in die tijd dat zijn autobiografische essay Een Korte Geschiedenis Van Een Zekere Grap werd gepubliceerd, waarin de auteur een persoonlijke afrekening maakte met de geschiedenis van Gdańsk in de jaren vijftig.
In de jaren negentig was Chwin lid van de redactieraad van Borussia. Cultuur. Geschiedenis. Literatura, gepubliceerd door de Vereniging voor Culturele Samenwerking "Borussia", met als doel de cultuur van dialoog en tolerantie tussen mensen van verschillende nationaliteiten, religies en tradities op te bouwen en te verdiepen en om samen een civiele samenleving te creëren. Hij maakte deel uit van het redactieteam van Kwartalnik Artystyczny Kujawy i Pomorze (Artistiek Kwartaalblad Kujawy en Pomorze), gericht tot literatuurliefhebbers, en publiceerde werken van de meest vooraanstaande schrijvers, maar ook van jonge schrijvers en debutanten.
Een keerpunt in zijn schrijverscarrière was de publicatie van de roman Hanemann (1995). Het werk is in een aantal talen vertaald.
Hij publiceert in Poolse en buitenlandse tijdschriften (in Duitsland, Oostenrijk, Engeland, Italië, Denemarken, Frankrijk, Zweden, Slovenië, Servië, Oekraïne, Litouwen, Hongarije, Roemenië, Slowakije, Spanje, Japan, Zwitserland, Rusland en de VS).
- Bibsys: 98005915
- Biblioteca Nacional de España: XX1729065
- Bibliothèque nationale de France: cb12243145k (data)
- Catàleg d'autoritats de noms i títols de Catalunya: 981058508958006706
- CiNii: DA17960868
- Gemeinsame Normdatei: 115487425
- International Standard Name Identifier: 0000 0000 7826 7435
- Library of Congress Control Number: n87100677
- Nationale Bibliotheek van Letland: 000053815
- Nationale Bibliotheek van Tsjechië: xx0037830
- Nationale Bibliotheek van Israël: 987011045728005171
- Nederlandse Thesaurus van Auteursnamen: 107519763
- Réseau des bibliothèques de Suisse occidentale: 02-A003106480
- LIBRIS: 326426
- Système universitaire de documentation: 031162916
- Virtual International Authority File: 87502692
- WorldCat: E39PBJcwChFxg8dcH4QDvfq4v3